# 59 a. C.
El año 59 a. C. fue un año del calendario romano prejuliano. En la República romana, fue conocido como el año 695 Ab Urbe condita o bien año del consulado de Cayo Julio César y Marco Calpurnio Bíbulo.

## Acontecimientos
- Julio César es nombrado, por primera vez, cónsul.
- Julio César crea en Roma el primer periódico.
- Hispania Citerior: P. Cornelio Léntulo Espínter, propretor.[1]

## Nacimientos
- Tito Livio, historiador romano